# First Place
First Place è un singolo dei rapper statunitensi Polo G e Lil Tjay, pubblicato il 17 gennaio 2020.

## Tracce
1. First Place – 3:20